# 伊利亞·戈德溫
伊利亞·戈德溫（英語：Elija Godwin，1999年7月1日—），美國田徑運動員，他代表美國隊參加了日本舉行的2020年夏季奧林匹克運動會，並且在混合4×400米接力比賽上獲得銅牌。